# André Maroselli
André Maroselli, né le 22 février 1893 à Rutali (Corse) et mort le 7 avril 1970 à Luxeuil-les-Bains (Haute-Saône), est un homme politique français. Il a exercé la profession d'administrateur de sociétés. Il fut avec Henri Prêtre le premier sénateur de la Haute-Saône de la Cinquième République.

## Biographie
Il participe à la Première Guerre mondiale. Il est élu sénateur en 1935. À sa demande il est mobilisé en 1939 et nommé lieutenant-colonel de réserve dans l'Armée de l'air.
Le 17 avril 1939, il adresse un réquisitoire à l'attention du président du Conseil Daladier à l'encontre du ministre de l'Air Guy La Chambre. Il y dénonce la fausseté des statistiques de production d'avions.
Il est placé sous surveillance par la Gestapo. Arrêté en 1942, il est détenu à Fresnes comme otage. Il participe à la Résistance. Il est le premier sénateur à rejoindre de Gaulle à Londres en 1943. Il préside le comité central d’aide aux prisonniers et à ce titre se rend aux États-Unis pour récolter des vivres et des vêtements.
À la Libération, il devient membre des deux Assemblées nationales constituantes (1945-1946) puis est élu député radical de la Haute-Saône en 1946. Il redevient sénateur en 1952 et retourne au Palais-Bourbon en 1956. Il retrouve un siège au Sénat en 1959 et exerce ce mandat pendant neuf ans dans le groupe de la Gauche démocratique. Il a également siégé au Sénat de la Communauté.
Figure des "orthodoxes" du Parti radical, il est l'un des animateurs de ce courant lors de la tenue du congrès extraordinaire du Parti radical de mai 1955 qui voit le succès de l'équipe de Pierre Mendès-France.
Il est maire de Luxeuil-les-Bains depuis le 18 mars 1929 jusqu'à sa révocation par le Gouvernement de Vichy et réélu à la Libération, demeura en poste jusqu'à sa mort.
Conseiller d'arrondissement en 1928, il est élu, le 18 octobre 1931, conseiller général du canton de Luxeuil-les-Bains et vice-président du conseil général de la Haute-Saône en 1932. Il demeure conseiller général jusqu'à la suppression des conseils généraux en 1940, puis est réélu de 1945 à son décès.
C'est sous son impulsion en tant que ministre de l’Air qu'est prise la décision de transformer la base aérienne 116 Luxeuil-Saint Sauveur en une vaste base moderne aux normes de l'OTAN,.
Il est le père de Jacques Maroselli qui, député FGDS en 1967-1968, lui succède comme maire de Luxeuil-les-Bains à sa mort jusqu'en 1989.
André Maroselli était franc-maçon, entre autres membre de la loge de Vesoul.

## Publications
- Le sabotage de notre aviation, cause principale de notre défaite, Paris 1941
- Des prisons de la Gestapo à l'Exil édité à Alger vers 1943.

## Fonctions gouvernementales
- Ministre de l'Air dans le gouvernement Paul Ramadier (1) (du 22 janvier au 22 octobre 1947) ;
- Secrétaire d'État aux Forces armées (Air) dans le gouvernement Paul Ramadier (2) (du 31 octobre au 24 novembre 1947) ;
- Secrétaire d'État aux Forces armées (Air) dans le gouvernement Robert Schuman (1) (du 24 novembre 1947 au 26 juillet 1948) ;
- Ministre des Anciens Combattants et des Victimes de guerre dans le gouvernement André Marie (du 26 juillet au 5 septembre 1948) ;
- Secrétaire d'État aux Forces armées (Air) dans le gouvernement Georges Bidault (2) (du 29 octobre 1949 au 2 juillet 1950) ;
- Secrétaire d'État aux Forces armées (Air) dans le gouvernement Henri Queuille (2) (du 2 au 12 juillet 1950) ;
- Secrétaire d'État aux Forces armées (Air) dans le gouvernement René Pleven (1) (du 12 juillet 1950 au 10 mars 1951) ;
- Secrétaire d'État aux Forces armées (Air) dans le gouvernement Henri Queuille (3) (du 10 mars au 11 août 1951) ;
- Secrétaire d'État à la Santé publique et à la Population dans le gouvernement Guy Mollet (du 1er février 1956 au 13 juin 1957) ;
- Secrétaire d'État à la Santé publique et à la Population dans le gouvernement Maurice Bourgès-Maunoury (du 17 juin au 6 novembre 1957) ;
- Ministre de la Santé publique et de la Population dans le gouvernement Pierre Pflimlin (du 14 mai au 1er juin 1958).

## Décorations
- Grand officier de la Légion d'honneur
- Croix de guerre 1914-1918 (7 citations)

## Sources
- « André Maroselli », dans le Dictionnaire des parlementaires français (1889-1940), sous la direction de Jean Jolly, PUF, 1960 [détail de l’édition]
- « André Maroselli », sur Sycomore, base de données des députés de l'Assemblée nationale